# Brachycrus
Brachycrus es un género extinto de mamífero herbívoro perteneciente a la familia Merycoidodontidae y la subfamilia Merycochoerinae, (llamados a veces oreodontes) que vivió en Norteamérica durante las subépocas del Mioceno Medio al Mioceno Superior (20.6—13.6 millones de años).

## Taxonomía

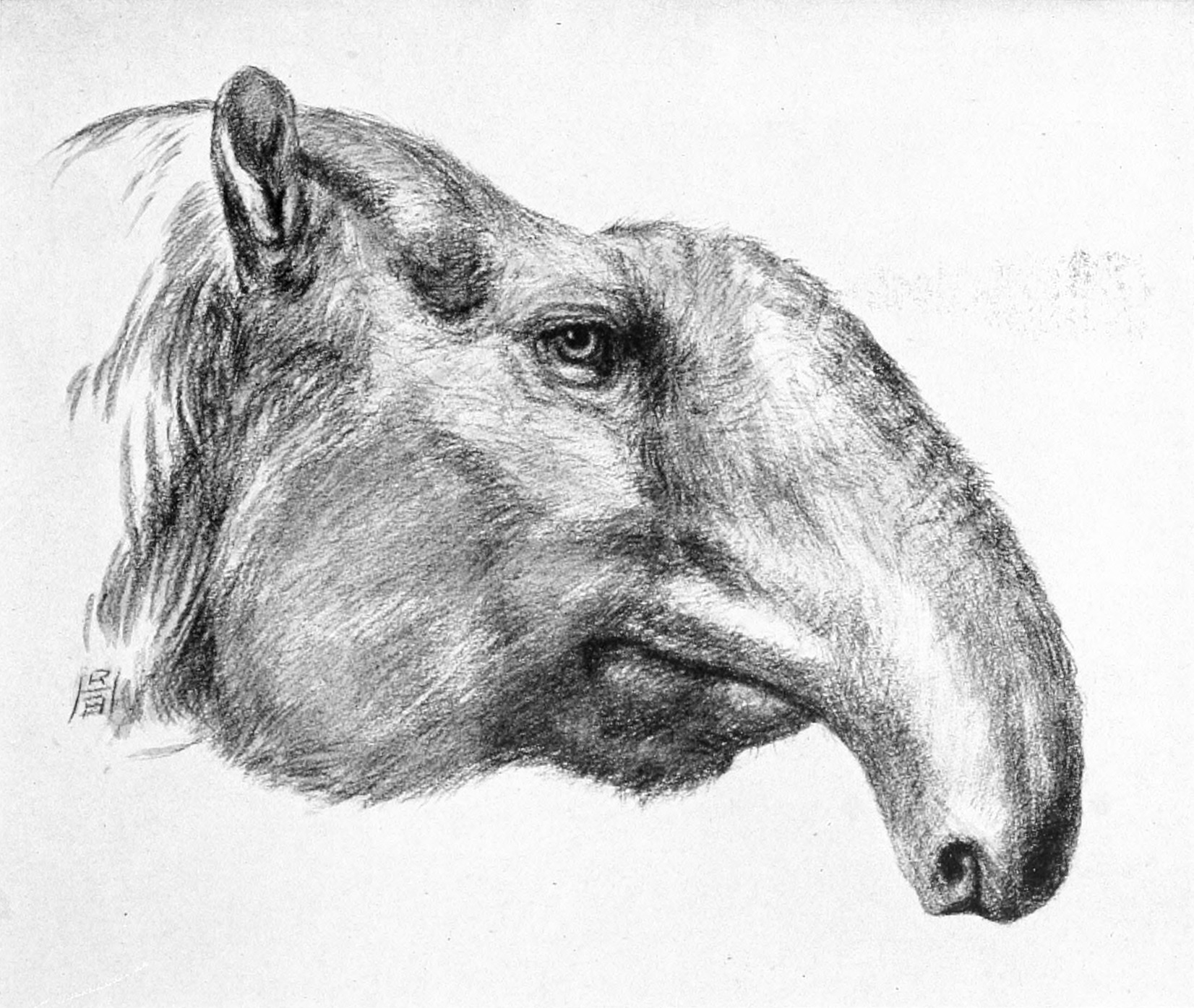
Recreación en vida de Brachycrus laticeps

Esta criatura de un metro de longitud se parecía a su pariente mayor y más antiguo Merycoidodon, pero era más especializado. Las mandíbulas de Brachycrus eran más cortas, y dado que sus narinas se situaban más hacia atrás se presume que este animal habría tenido una proboscis parecida a la de los tapires. Brachycrus fue nombrado por Matthew en 1901 como un subgénero de Merycochoerus y fue elevado a la categoría de género por Palmer en 1904. Fue sinonimizado subjetivamente con Ticholeptus por Thorpe (1937). Fue asignado a Merycoidodontidae por Palmer (1904), Schultz y Falkenbach (1940), Schultz y Falkenbach (1968), Kelly y Lander (1988) y Lander (1998).

## Morfología
Un único espécimen fue examinado para establecer su masa corporal por M. Mendoza y se estimó que pesaba 328.7 kilogramos.